# Mads Mensah Larsen
Pour les articles homonymes, voir Larsen.
Mads Mensah Larsen, né le 12 août 1991 à Holbæk, est un handballeur international danois.
Avec l'équipe nationale du Danemark, il est notamment champion olympique en 2016 et champion du monde en 2019, 2021 et 2023.
En clubs, après avoir évolué dans plusieurs clubs danois, il a rejoint en 2014 le club allemand de Rhein-Neckar Löwen avec lequel il est Champion d'Allemagne en 2016 et 2017. Il signe au SG Flensburg-Handewitt à compter de la saison 2020/21.
En mars 2020, il est un des premiers handballeurs à être testé positif au Covid-19.

## Palmarès

### En club
Compétitions internationales
- Demi-finaliste de la Ligue des champions en 2012 (avec AG Copenhague)

Compétitions nationales
- Vainqueur du Championnat du Danemark (2) : 2012 (avec AG Copenhague), 2013 (Aalborg Håndbold)
- Vainqueur du Championnat d'Allemagne (2) : 2016, 2017
  - Deuxième en 2015, 2018
- Vainqueur de la Coupe d'Allemagne (1) : 2018
- Vainqueur de la Supercoupe d'Allemagne (3) : 2016, 2017, 2018

### En sélection
Jeux olympiques
- médaille d'or aux Jeux olympiques de 2016 à Rio de Janeiro,  Brésil
- Médaille d'argent aux Jeux olympiques de 2020 à Tokyo,  Japon

Championnat du monde
- 5e place championnat du monde 2015,  Qatar
- 10e place championnat du monde 2017,  France
- Médaille d'or au championnat du monde 2019,  Danemark et  Allemagne
- Médaille d'or au championnat du monde 2021,  Égypte
- Médaille d'or au championnat du monde 2023,  Suède et  Pologne
- Médaille d'or au championnat du monde 2025,  Croatie,  Danemark et  Norvège

Championnat d'Europe
- Médaille d'argent au championnat d'Europe 2014,  Danemark
- 6e place au championnat d'Europe 2016,  Pologne
- 4e place au championnat d'Europe 2018,  Croatie
- 13e place au championnat d'Europe 2020,  Suède
- Médaille de bronze au championnat d'Europe 2022,  Hongrie et  Slovaquie
- Médaille d'argent au championnat d'Europe 2024,  Allemagne

Autres
- finaliste du championnat du monde junior en 2011 en Grèce[6]

### Distinctions individuelles
- élu meilleur demi-centre du championnat du monde junior 2011 en Grèce[7]